# NGC 4689
NGC 4689 est une galaxie spirale située dans la constellation de la Chevelure de Bérénice. Sa vitesse par rapport au fond diffus cosmologique est de 1 920 ± 22 km/s, ce qui correspond à une distance de Hubble de 28,32 ± 2,01 Mpc (∼92,4 millions d'al). NGC 4689 a été découverte par l'astronome germano-britannique William Herschel en 1784.
La classe de luminosité de NGC 4689 est II-III et elle présente une large raie HI. Elle renferme également des régions d'hydrogène ionisé. C'est aussi une galaxie LINER, c'est-à-dire une galaxie dont le noyau présente un spectre d'émission caractérisé par de larges raies d'atomes faiblement ionisés. De plus c'est une galaxie active de type Seyfert.

## Morphologie

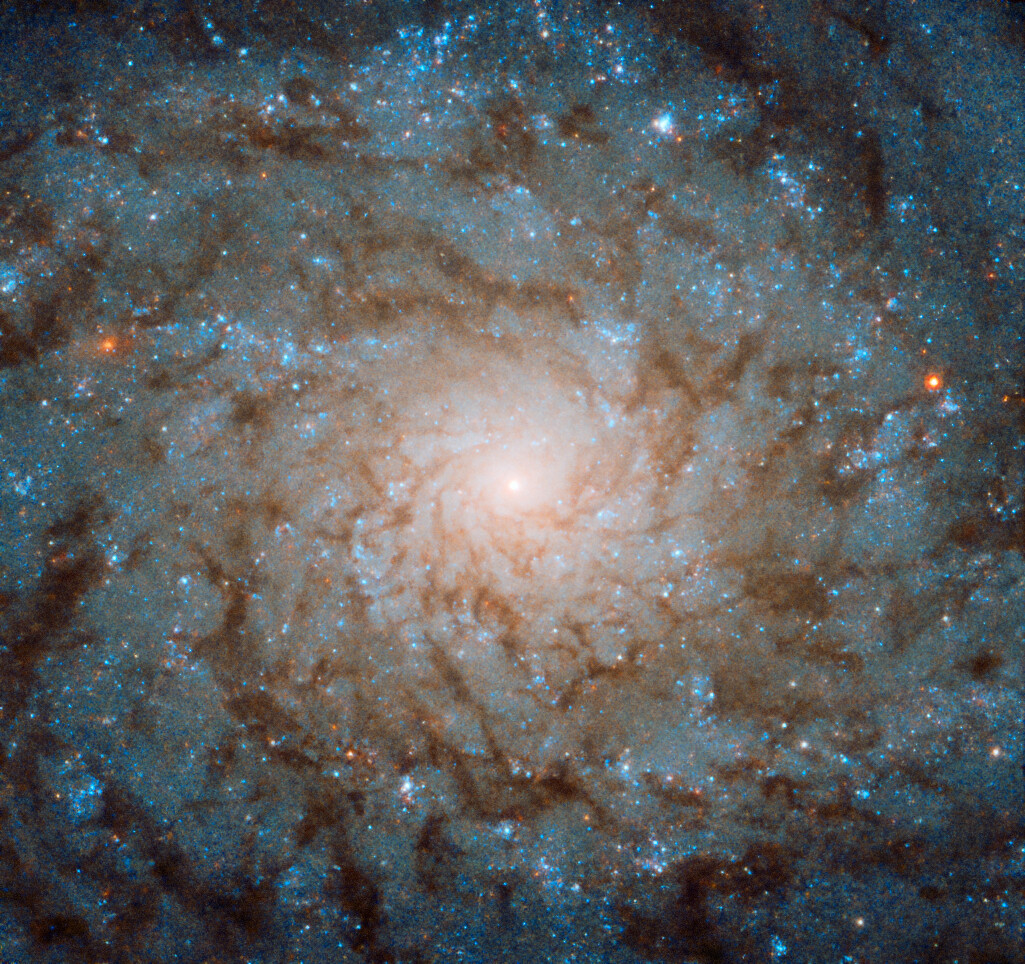
Le centre de la galaxie NGC 4689 vue presque de face par le télescope spatial Hubble.

NGC 4689 a été utilisée par Gérard de Vaucouleurs comme une galaxie de type morphologique (R)SA(rs)bc dans son atlas des galaxies,.
Eskridge, Frogel et Pogge ont publié un article en 2002 décrivant la morphologie de 205 galaxies spirales ou lenticulaires rapprochées. Les observations ont été réalisées dans la bande H de l'infrarouge et dans la bande B (le bleu). Selon Eskridge et ses collègues, NGC 4689 est de type Sbc dans la bande B et Sb dans la bande H. Le bulbe de NGC 4689 est petit, légèrement elliptique. Il est encastré dans un disque interne lisse et légèrement elliptique. De faible caractéristiques spiralées émergent de ce disque au point où sa brillance de surface diminue rapidement. Les bras sont très peu contrastés, mais clairement définis comme des crêtes de brillance de surface changeante dans un disque externe de faible brillance de surface.

## Distance de NGC 4651
À ce jour, 16 mesures non basées sur le décalage vers le rouge (redshift) donnent une distance de 15,912 ± 2,679 Mpc (∼51,9 millions d'al), ce qui est à l'extérieur des valeurs de la distance de Hubble.
Cette galaxie, comme plusieurs de l'amas de la Vierge, est relativement rapprochée du Groupe local et on obtient souvent une distance de Hubble très différente en raison de leur mouvement propre dans le groupe où dans l'amas où elles sont situées. La distance de 16,418 Mpc est sans doute plus près de la réalité. Selon ces deux mesures, NGC 4689 se dirige vers le centre de l'amas en direction opposée à la Voie lactée. Notons que c'est avec la valeur moyenne des mesures indépendantes, lorsqu'elles existent, que la base de données NASA/IPAC calcule le diamètre d'une galaxie.

## Formation d'étoiles
Selon une étude publiée en 2002, le taux de formation d'étoiles dans NGC 4689 est faible et c'est une galaxie anémique. Cependant selon une autre étude publiée en 2004, NGC 4689 présente un disque tronqué, et en raison de son mouvement dans le milieu intergalactique dans l'amas de la Vierge, elle subit une pression dynamique qui la dépouille de ses gaz, mais elle présente un taux normal de formation d'étoiles.

## Groupe de M87, de M60 et l'amas de la Vierge
Selon A.M. Garcia, NGC 4689 est membre du groupe de M87 (NGC 4486). Ce groupe de galaxies comprend au moins 96 membres, dont 53 apparaissent au New General Catalogue et 17 à l'Index Catalogue.
D'autre part, la plupart des galaxies du New General Catalogue, dont NGC 4689, et seulement quatre de l'Index Catalogue du groupe de M87 apparaissent  dans une liste de 227 galaxies d'un article publié par Abraham Mahtessian en 1998. Cette liste comporte plus de 200 galaxies du New General Catalogue et une quinzaine de galaxies de l'Index Catalogue. On retrouve dans cette liste 11 galaxies du Catalogue de Messier, soit M49, M58, M60, M61, M84, M85, M87, M88, M91, M99 et M100.
Toutes les galaxies de la liste de Mahtessian ne constituent pas réellement un groupe de galaxies. Ce sont plutôt plusieurs groupes de galaxies qui font tous partie d'un amas galactique, l'amas de la Vierge. Pour éviter la confusion avec l'amas de la Vierge, on peut donner le nom de groupe de M60 à cet ensemble de galaxies, car c'est l'une des plus brillantes de la liste. L'amas de la Vierge est en effet beaucoup plus vaste et compterait environ 1300 galaxies, et possiblement plus de 2000, situées au cœur du superamas de la Vierge, dont fait partie le Groupe local,.
De nombreuses galaxies de la liste de Mahtessian se retrouvent dans onze groupes décrits dans l'article d'A.M. Garcia, soit le groupe de NGC 4123 (7 galaxies), le groupe de NGC 4261 (13 galaxies), le groupe de NGC 4235 (29 galaxies), le groupe de M88 (13 galaxies, M88 = NGC 4501), le groupe de NGC 4461 (9 galaxies), le groupe de M61 (32 galaxies, M61 = NGC 4303), le groupe de NGC 4442 (13 galaxies), le groupe de M87 (96 galaxies, M87 = NGC 4486), le groupe de M49 (127 galaxies, M49 = NGC 4472), le groupe de NGC 4535 (14 galaxies) et le groupe de NGC 4753 (15 galaxies). Ces onze groupes font partie de l'amas de la Vierge et ils renferment 396 galaxies. Certaines galaxies de la liste de Mahtessian ne figurent cependant dans aucun des groupes de Garcia et vice versa.